# Теплянка
Теплянка —  селище в Україні, в Ізюмському районі Харківської області. Населення становить 249 осіб. До 2020 орган місцевого самоврядування — Веселівська сільська рада.

## Історія
1779 рік - дата першої згадки села
12 червня 2020 року, відповідно до Розпорядження Кабінету Міністрів України  № 725-р «Про визначення адміністративних центрів та затвердження територій територіальних громад Харківської області», увійшло до складу Савинської селищної територіальної громади.
19 липня 2020 року, в результаті адміністративно-територіальної реформи та ліквідації Балаклійського району, селище увійшло до складу новоутвореного Ізюмського району.

## Населення

### Мова
Розподіл населення за рідною мовою за даними перепису 2001 року:
| Мова       | Кількість | Відсоток |
| ---------- | --------- | -------- |
| українська | 224       | 89.96%   |
| російська  | 25        | 10.04%   |
| Усього     | 249       | 100%     |

## Географія
Поряд з селищем Теплянка протікає річка Теплянка (її пересихає частина), на річці споруджено кілька загат. За 1,5 км проходить автомобільна дорога М03 E40.

## Економіка
В селищі є молочно-товарна ферма.